# Sichelente

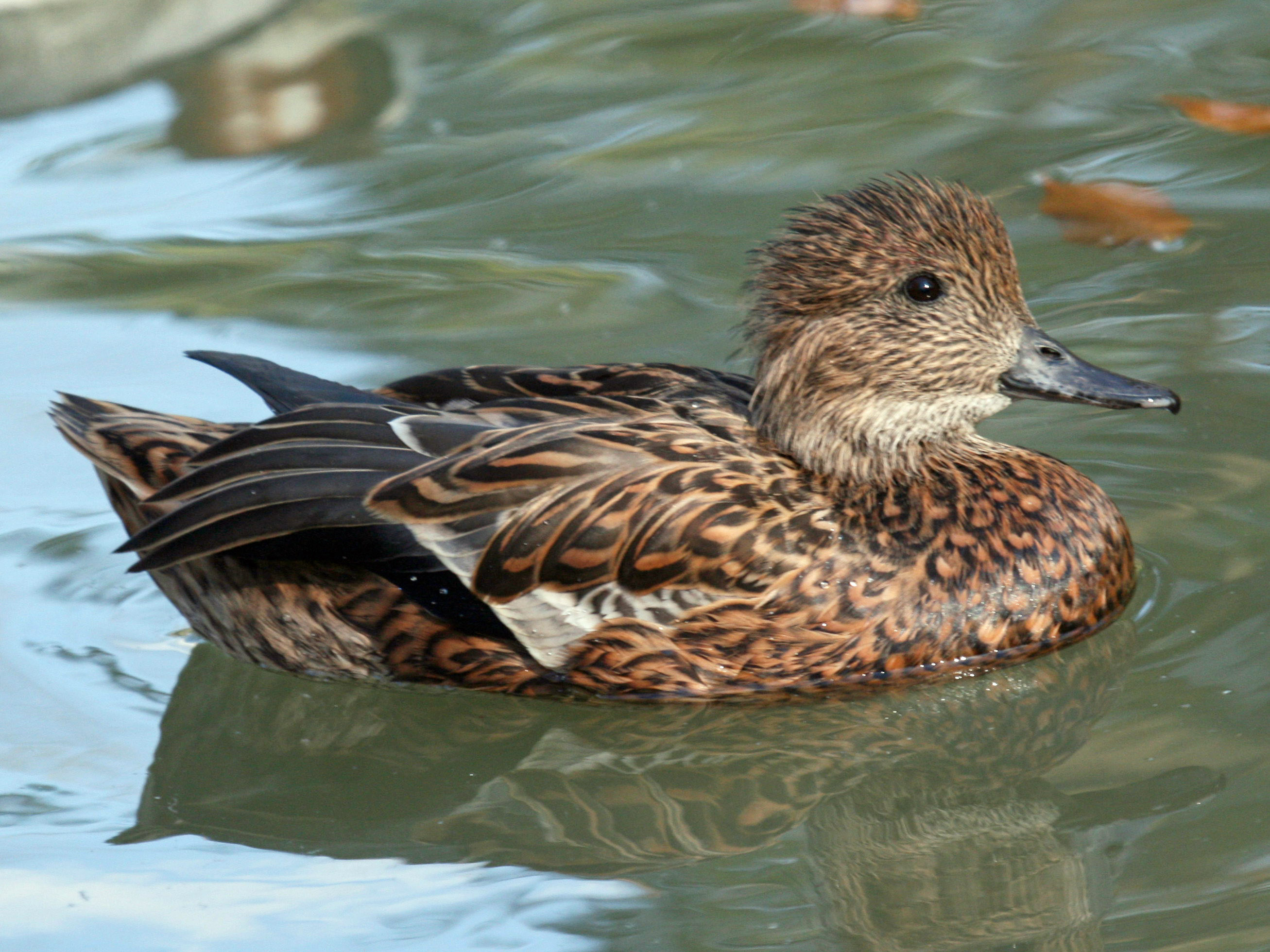
Weibchen

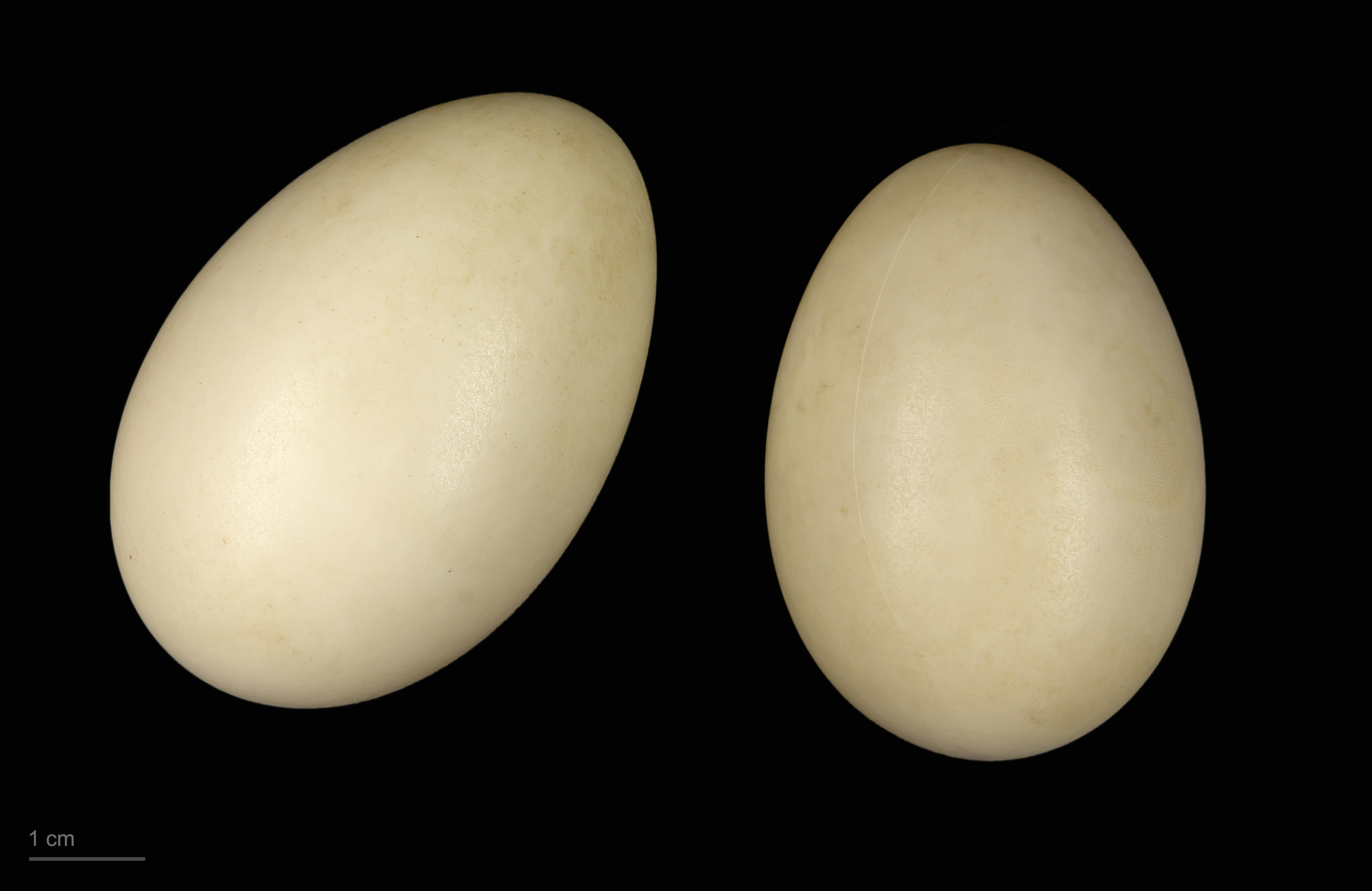
Eier der Sichelente

Die Sichelente (Mareca falcata, Syn.: Anas falcata) ist eine in Ostsibirien und Japan brütende Art der Schwimmenten. Das Männchen weist im Prachtkleid stark verlängerte Schulterfedern auf, die weit über die hintere Rückenpartie fallen.
In Mitteleuropa wird sie in den letzten Jahrzehnten zunehmend beobachtet, allerdings dürfte es sich dabei überwiegend um Gefangenschaftsflüchtlinge handeln. Für die Niederlande gibt es in den 1990er Jahren fünf Beobachtungen von Tieren, die als Wildvögel anerkannt sind.

## Erscheinungsbild
Die Sichelente ist eine verhältnismäßig kleine Ente. Die Körperlänge beträgt zwischen 48 und 54 Zentimeter. Männchen wiegen zwischen 590 und 770 Gramm. Weibchen sind etwas leichter und wiegen zwischen 442 und 700 Gramm.
Männchen weisen im Prachtkleid ein sehr kontrastreiches Gefieder auf. Stirn und Scheitel sind rotbraun. Über die Augen verläuft ein unscharf abgegrenzter schwarzer Streif. Von den Augen bis zum Genick ist das Gefieder metallisch grün. Der Kopf wirkt durch den Schopf sehr groß. Vorder- und Hinterbrust sind dunkelgrau und hellocker geschuppt. An den Flanken ist diese Schuppung deutlich kleiner. Auffällig sind die stark verlängerten Schulterfedern, die sich sichelartig über die hintere Rückenpartie legen. Sie haben im deutschen Sprachgebrauch zu dem Namen Sichelente geführt. Im Ruhekleid ähnelt das Männchen dem Weibchen. Allerdings weist der Kopf einen grünlichen Schimmer auf und die Wangen sind dunkler als beim Weibchen.
Das Weibchen ähnelt den meisten Weibchen der Eigentlichen Enten. Ihr Gefieder weist Schattierungen in Gelbbraun und Braun auf. Auffällig sind auf der Brust die halbmondförmigen Abzeichen. Auch beim Weibchen deutet sich am Hinterkopf ein Schopf an, der den Kopf deutlich vergrößert erscheinen lässt.
Beide Geschlechter haben graugetönte Vorderflügel. Im Flug treten die weißen Säume des grünen Spiegels der Armschwingen allerdings deutlicher hervor. Der Schnabel ist bei beiden Geschlechtern dunkelgrau bis schwarz. Die Beine sind gelblich bis bläulich grau und haben dunklere Schwimmhäute.

## Stimme
Sichelenten sind außerhalb ihres unmittelbaren Brutreviers sehr stille Vögel. Das Männchen ruft schrill pfeifend tyu-tyu-vit...tyu-vit...tyu-tyu-vit, sowie leise uit-trrr. Das Weibchen hat ein raues Quaken. Bis 2005 waren für die Rufe der Sichelente keine Sonogramme veröffentlicht.

## Verbreitung und Bestand
Die Sichelente ist ein Brutvogel Ostsibiriens, der Mongolei, dem Nordosten Chinas und Japans. Auf der Kamtschatka-Halbinsel kommen Sichelenten nur gelegentlich vor. Sie überwintern in Zentralchina, im Süden Japans und in Korea und dringen gelegentlich bis in den Süden Vietnams, Myanmars, Thailands und Laos‘ vor. Zum Überwinterungsgebiet zählt auch noch der äußerste Norden Indiens. Hier werden allerdings überwiegend Weibchen beobachtet.
Meldungen über Irrgäste liegen aus Großbritannien und Frankreich vor. Allerdings ist die Abgrenzung zu Gefangenschaftsflüchtlingen nicht immer gegeben. Bestandsschätzungen reichen von 100.000 bis 1 Million Individuen. Sicher ist, dass weniger als 3000 Individuen in Korea und knapp 8000 in Japan überwintern. Obwohl die Sichelente in einigen Regionen durchaus häufig ist, geht man davon aus, dass der Bestand abnimmt. In Japan lässt sich zumindest ein Rückgang bei der Überwinterungspopulation feststellen. Die Sichelente steht unter Jagddruck. Insbesondere in China wird sie wegen ihres Fleisches und ihrer Federn gejagt.

## Lebensraum
Die Sichelente ist eine an Süßwasser gebundene Entenart. Sie brütet an Seen, Teichen, Flüssen und in Sumpfgebieten. Sie präferiert dabei bewaldete Regionen. Außerhalb der Brutzeit hält sie sich auch an Lagunen, flachen Salzwasserbuchten, Überschwemmungsgebieten sowie in Reisanbaugebieten auf. Sie ist grundsätzlich eine scheue Art, die den Kontakt zum Menschen meidet.

## Lebensweise und Fortpflanzung
Während der Brutzeit lebt die Sichelente paarweise oder in kleinen Familienverbänden. Außerhalb der Brutzeit kann man sie auch in größeren Schwärmen beobachten. Die Zeit, in der die Eier gelegt werden, fällt in Russland in den Zeitraum Mai bis frühen Juni. In Indien brütende Sichelenten legen ihre Eier meist nur im Juni.
Sichelenten nisten gewöhnlich in Wassernähe am Boden. Das Gelege besteht im Regelfall aus acht bis neun Eiern. Diese sind gelblich rosa gefärbt. Es brütet allein das Weibchen. Das Männchen hält sich zu Beginn der Brutzeit in der Nähe des Weibchens auf. Danach zieht das Männchen in die Mausergebiete. Die Dunenküken schlüpfen nach einer Brutzeit von 24 bis 25 Tagen. In Gefangenschaft geschlüpfte Dunenküken wiesen ein durchschnittliches Gewicht von 27,2 Gramm auf. Über das Brutverhalten in freier Wildbahn liegen bislang keine ausreichenden Daten vor. Vermutlich ziehen Sichelenten aber nur eine Brut pro Jahr groß.

## Belege